# Belagerung von Fort Texas
Fort Texas – Palo Alto – Resaca de la Palma – Monterrey – Buena Vista – Sacramento Fluss – Veracruz – Cerro Gordo – Contreras – Churubusco – Molino del Rey – Mexiko-Stadt – Chapultepec – Puebla – Huamantla
Die Belagerung von Fort Texas markiert den Beginn der aktiven Kriegshandlungen im Mexikanisch-Amerikanischen Krieg. Das Gefecht wird auch manchmal als die Belagerung von Fort Brown bezeichnet, jedoch ist dies nicht ganz korrekt – der Name Fort Brown leitet sich von Major Jacob Brown ab (nicht zu verwechseln mit dem Helden Jacob Brown im Krieg von 1812), der einer von zwei getöteten Amerikanern während des Beschusses war.

## Hintergrund
Nachdem Texas am 29. Dezember 1845 den Vereinigten Staaten beitrat, machte Präsident James K. Polk Anfang 1846 Texas Anspruch bezüglich der südlichen Grenze geltend. General Zachary Taylor sollte bis zum Rio Grande vorrücken und das umstrittene Gebiet zu besetzen.
Am Morgen des 28. März 1846 erreichte seine Streitmacht das Nordufer des Rio Grande, und Taylor sandte sofort einen seiner Offiziere über den Fluss nach Matamoros, Tamaulipas, um dem mexikanischen Ortskommandanten den Grund seines Hierseins zu erklären. Dieser sah jedoch die amerikanischen Truppen als Eindringlinge und forderte sie zum sofortigen Rückzug auf, doch man weigerte sich. Kurz darauf sahen die Amerikaner jenseits des Flusses deutlich, dass mexikanische Soldaten und Zivilisten zur Verstärkung des dortigen Fort Casamata zusätzliche Erdwerke bauten sowie Geschütze in Stellung brachten.
General Taylor beobachtete dieses Geschehen einige Zeit und beschloss dann schließlich, sich ebenfalls zu verschanzen. Man begann, gegenüber dem mexikanischen Ort ein Erdwerk zu errichten, das den Namen Fort Texas erhielt. Die Mauern waren 9 Fuß hoch und 15 Fuß breit mit einem Graben, der 20 Fuß breit und 8 Fuß tief den ganzen Außenbereich umgab. Innerhalb bauten die US-Truppen eine Anzahl von bombensicheren Unterkünften sowie Pulvermagazine als vorsorglichen Schutz gegen Beschuss.

## Belagerung
Am 3. Mai bezog die mexikanische Artillerie in Matamoros Stellung und begann, eine Woche lang Fort Texas zu beschießen. Zu diesem Zeitpunkt befanden sich im Standort: Major Browns 7. Infanterie, Captain Louds Artillerie-Kompanie (4 18-Pfünder) und Lt. Braggs leichte Artillery (4 Kanonen). Während des andauernden Beschusses wurden zwei Amerikaner getötet. Ferner verhinderte das Artilleriefeuer (engl. Artillery Barrage) und die Ankunft von beträchtlichen mexikanischen Truppen die Verstärkung der Festung und machte das Platzieren der Kanonen innerhalb der Festung sehr riskant.
General Zachary Taylor kam zur Unterstützung der Fortverteidiger, was zur Folge hatte, dass der mexikanische General Mariano Arista seinen Truppen befahl, sich auf der nahegelegenen Ebene von Palo Alto zu positionieren, und dadurch die Belagerung aufgab. Die Schlachten von Palo Alto und Resaca de la Palma am 8. und 9. Mai folgten bald.